# Астемиров, Адиль Аджакович
Ади́ль Аджа́кович Астеми́ров — (16 августа 1961, Махачкала, Дагестанская АССР, РСФСР, СССР) — советский и российский художник, член Союза художников СССР (с 1990 г.), России. Заслуженный художник Дагестана (c 1996 г.), член Московского союза художников (с 2005 г.). Авторский жанр характеризуется как нефигуративное искусство.

## Биография
Родился в 1961 году в Махачкале.
Происходит из известного в Дагестане кумыкского рода из селения Аксай. Дед — Багаутдин Аджиевич Астемиров, поэт, государственный деятель, первый председатель Союза писателей Дагестана, нарком просвещения ДАССР. В 1937 году арестован, обвинен в участии в контрреволюционной буржуазно-националистической организации и попытке установления в Дагестане буржуазной республики под протекторатом Турции. Реабилитирован, вышел на свободу в 1955 году, его именем названа улица в Махачкале и городской колледж № 39.
Адиль Астемиров экстерном окончил городскую художественную школу. С 1977 года постоянно участвует в «квартирных» выставках, проходивших у его друзей С. Бачинской и С. Бройтмана.
В 1980 году окончил Дагестанское художественное училище, где его преподавателем был художник Альберт Хаджаев.
С 1983 года — член молодёжного объединения Союза художников Дагестана и активный участник республиканских, зональных, всероссийских, всесоюзных выставок.
В 1986 году — первая персональная выставка в Махачкале, в Центральном выставочном зале Союза художников Дагестана. В том же году известный фотохудожник Лев Мелихов приглашает его принять участие в выставках московского андеграунда и помогает снять мастерскую в Печатниковом переулке.
В 1987 году — первая персональная выставка в Москве, в Центральном доме литераторов.
В 1988 году Астемиров — организатор-куратор и участник выставки «Современные тенденции северокавказского искусства» в Центральном выставочном зале Союза художников республики в Махачкале, на которой, по мнению члена-корреспондента РАХ Патимат Гамзатовой, «Астемирову удалось репрезентировать свое поколение… Выставка имела огромный резонанс в кавказском арт-сообществе.».
В 1989 г. награждён Золотой медалью Биеннале прикаспийских республик в Баку — первой на территории бывшего СССР биеннале современного искусства (за работу "Второе рождение"), и в том же году участвует в Выставке-аукционе современного советского искусства в Версальском дворце конгрессов в Париже.
В 1990 году приглашен в Швецию на выставку советского авангарда для чтения лекций.
В начале 90-х определит своё направление в искусстве как «евразийский авангард», противопоставляя его современному «квазиавангарду» с его чрезмерной формализацией и тотальной коммерциализацией.
В 1991 году в мастерской Астемирова И. Дудинский провёл «круглый стол», где собрались участники и эксперты предстоящего Арт-Мифа: Ш. Шукуров, Л. Мелихов, С. Шерстюк, В. Пацюков, К. Богемская, Т. Бондарева и другие. Основные материалы обсуждения опубликованы в газете «Галерея» .
В 1994 году стал первым дагестанским художником, представившим персональный проект в Государственной Третьяковской галерее, где в ходе выставки провел семинар для искусствоведов Москвы.
На открытии персональной выставки в Третьяковской галерее Астемиров назвал Гейдара Джемаля непосредственным участником проекта «Онтосиметрии». Текст Джемаля «Художник и культура», написанный как составная часть проекта, открывает каталог выставки. Работами художника (Проект Second sight, 1994-96) проиллюстрирован первый сборник стихов Гейдара Джемаля «Окно в ночь», работа из проекта The Diary Of Transitions использована в оформлении обложки мемуаров Джемаля «Сады и пустоши».
С конца 80-х годов — автор многочисленных проектов метафизического содержания, концептуальных фото- и видеопроектов, инсталляций, медитативных акций-ритуалов, автор и вдохновитель антипостмодернистских проектов, «стёб-акций».
Участвовал в более 100 международных, всесоюзных, всероссийских, республиканских выставках, лауреат международных биеннале, конкурсов. Часть проектов выполнена в соавторстве с супругой — художником Ириной Гусейновой.
Дочь Заира Астемирова — художник, искусствовед, куратор.

## Музейные коллекции
Произведения художника входят в постоянные коллекции ряда музеев и галерей, хранятся в частных собраниях России, Испании, Италии, Ирана, Боснии и Герцеговины, Грузии, Сирии, США, Франции, Швейцарии, Швеции. В том числе:
- Третьяковская галерея (Москва)[11].
- Дагестанский музей изобразительных искусств имени П. С. Гамзатовой. (Махачкала)[12].
- Национальный музей Республики Дагестан имени А. Тахо-Годи[12]

## Выставки (выборочно)
- 1986 — Персональная выставка. Центральный выставочный зал СХ Дагестана
- 1987 — Персональная выставка. Центральный Дом литераторов
- 1989 — Выставка-аукцион современного советского искусства. Версальский дворец конгрессов, Париж
- 1989 — Биеннале прикаспийских республик, Баку
- 1990 — Галерея «Четвертое измерение». Сан-Франциско, США
- 1991 — Арт-Миф 2. Манеж, Москва
- 1992 — Персональная выставка. ЦДХ, Москва. Проект «Возможный ответ».
- 1994 — Персональная выставка: Проект «Онтосимметрии», цикл «Не имеющие обозначения», 1989—1993. Государственная Третьяковская галерея, Москва
- 1997 — Проект «Три версии возникновения действия». Немецкий культурный центр им. Гёте, Москва.
- 2001 — Ретроспективная выставка. Дагестанский музей изобразительных искусств, Махачкала
- 2006 — 4-е Международное биеннале современного искусства исламского мира, Тегеран.
- 2007 — Арт-Москва. Проект The diary of transitions
- 2014 — ГИИ, Москва. Проект «Геометрия присутствия»[13]
- 2019 — 1-я Международная Биеннале современного искусства Кавказа. Москва[14]
- 2022 — 2-я Международная Биеннале современного искусства Кавказа. Москва[15]

## Галерея
- Прошлое. 1987. Холст, масло
- Лабиринт. 1989. Холст, масло.
- Посвящение. 1989. Холст, масло
- Возможный ответ. 1477. 1991. Холст, масло
- Светлое обретение. 1991. Холст, масло
- Онтосимметрии. Цикл "Не имеющие обозначений". 1992. Холст, масло
- Геометрия присутствия №107. 2015. Холст, акрил
- Геометрия присутствия №121. 2018. Холст, акрил

- Из проекта Дагестанский экспедиционный дневник (при участии Ирины Гусейновой). 1995. Фотопечать, принт
- Из проекта Дагестанский экспедиционный дневник (при участии Ирины Гусейновой). 1995. Фотопечать, принт
- Из проекта Дневник перемещений. 1998. Видео
- Из проекта Дневник перемещений. 2005. Принт на шелке

### Книги
- Государственная Третьяковская галерея. Каталог собрания. Живопись второй половины XX века. Том 7. Книга 1. — М., 2013.— С.70
- Биеннале современного искусства Кавказа. — М.: Совм. изд. Министерства культуры РФ и ТАСС, 2019.
- Искусство тюркского мира. Истоки и эволюция художественной культуры тюркских народов./Под ред. Р. Султановой — Казань, 2009.
- Л. А. Бажанов, К. К. Султанов, В. Хан-Магомедова, Э. М. Путерброт. Круг. Современные художники Дагестана. — М.: Офсет Принт М, 2001.
- Валяева М. Морфология русской беспредметности. — М.: Виртуальная галерея, 2003.
- Г. Джемаль Окно в ночь. Стихотворения. — Екатеринбург: Ультра. Культура, 2004.
- Г. Джемаль Сады и пустоши. — М.: Перо, 2021. ISBN 978-5-00-189799-6[10]
- Культурный портрет: деятели культуры и искусства Дагестана XIX—XXI вв. в изобразительном искусстве и литературе./ автор-сост. Дагирова Д.— Махачкала: Лотос, 2008.
- Изобразительное искусство Дагестана: на основе коллекции Дагестанского музея изобразительных искусств им. П. С. Гамзатовой : краткий ист. очерк / ред. и сост. Д. А. Дагирова, Н. Р. Сутаева. — М.: Дельта-пресс, 2015.
- Гамзатова П. Р. Статьи о современном искусстве Дагестана / П. Р. Гамзатова. — Санкт-Петербург: Реноме, 2016.
- Дагирова Д. А. Изобразительное искусство Дагестана. XX—XXI вв. — энциклопедический словарь-указатель./ автор-сост. Д. А. Дагирова; ред. Е. С. Дидковская.— М.: Мастер, 2020.
- Энциклопедия «Художники Дагестана 1917—2007». — Махачкала, 2007 г.
- Взгляд на Восток в российском изобразительном искусстве XIX—XXI веков. / сост. и отв. ред. Р. Р. Сулейманов.— М.: Фонд Марджани, 2023.
- Выставка произведений московских художников. — М.: Полиграфэкспо, 1990.

### Каталоги персональных проектов
- Адиль Астемиров. Проект «Возможный ответ». — М.,1992.
- Адиль Астемиров. Проект «Онтосимметрии». — М.: Государственная Третьяковская галерея,1994.
- Адиль Астемиров. Ирина Гусейнова. Проект «Дагестанский экспедиционный дневник». — М.,1999

### Публикации и ссылки (выборочно)
- Журнал «Художник». — 1988 г. — № 3. — С. 40; 1990 г.— № 1. — С.21
- Журнал «Огонек». — 1990 г.— № 41. (развороты с картинами. Стр. — б/н))
- Кусков С. Ирина и Адиль Астемировы // Журнал «Творчество».— 1991.— № 9.[16]
- Журнал «Социум». — 1994 г. — № 8-9.
- Журнал «MOST» (Босния и Герцеговина).— 2007 г.— № 209—210 (120—121).
- Д. Дагирова. Мастер современного искусства.
- Борис Бергер. Ашрам Адиля Астемирова.
- Астемиров А.А. — Лабиринт: подробное описание, интересные факты. Министерство культуры РФ. Дата обращения: 11 апреля 2025. Архивировано 11 апреля 2025 года.
- Гейдар Джемаль и Адиль Астемиров. Беседа об искусстве на даче в Валентиновке, 1994 г..

## Комментарии
1. ↑  Статья искусствоведа члена-корреспондента РАХ Гамзатовой Патимат в пресс-релизе к выставке Адиля Астемирова и Ирины Гусейновой "Геометрия присутствия" в Государственном институте искусствознания 04.04.2014 – 30.04.2014. В тексте по предшествующей ссылке Патимат Гамзатова указана как Патимат Расулова.
2. ↑  Осталось неясным, почему Дудинский в преамбуле к публикации материалов "круглого стола"  в газете указал только т.н. "тусовку" в галерее Ирины Пигановой, итогом которой была лишь часть материалов.
3. ↑  Видимо, имеется в виду всё же плановая выставка по инициативе и за счет средств Третьяковской галереи. Потому что ранее под эгидой галереи состоялась выставка дагестанского художника Лака Буни, которая носила коммерческий характер.
4. ↑  Интересный комментарий художника относительно оформления обложки вошел составной частью в предисловие к книге.